# Bougara (Tiaret)
Bougara (em árabe: بوقرة) é uma comuna localizada na província de Tiaret, Argélia. Sua população estimada em 2008 era de 7 047 habitantes.